# Suceava (Fluss)
Die Suceava (ukrainisch Сучава/Sutschawa) ist ein 173 km langer Fluss im Nordosten von Rumänien im Kreis Suceava.
Er hat ein Einzugsgebiet von 2298 km². Im Oberlauf fließt die Suceava für einige Kilometer auf ukrainischem Territorium oder bildet die Grenze. Sie mündet 21 km südöstlich der Stadt Suceava, nahe bei Liteni, in den Sereth.
Im Tal des Flusses Suceava verlaufen die Bahnstrecke Rădăuți–Brodina und Brodina–Izvoarele Sucevei.